# St. Korbinian (Westerholzhausen)

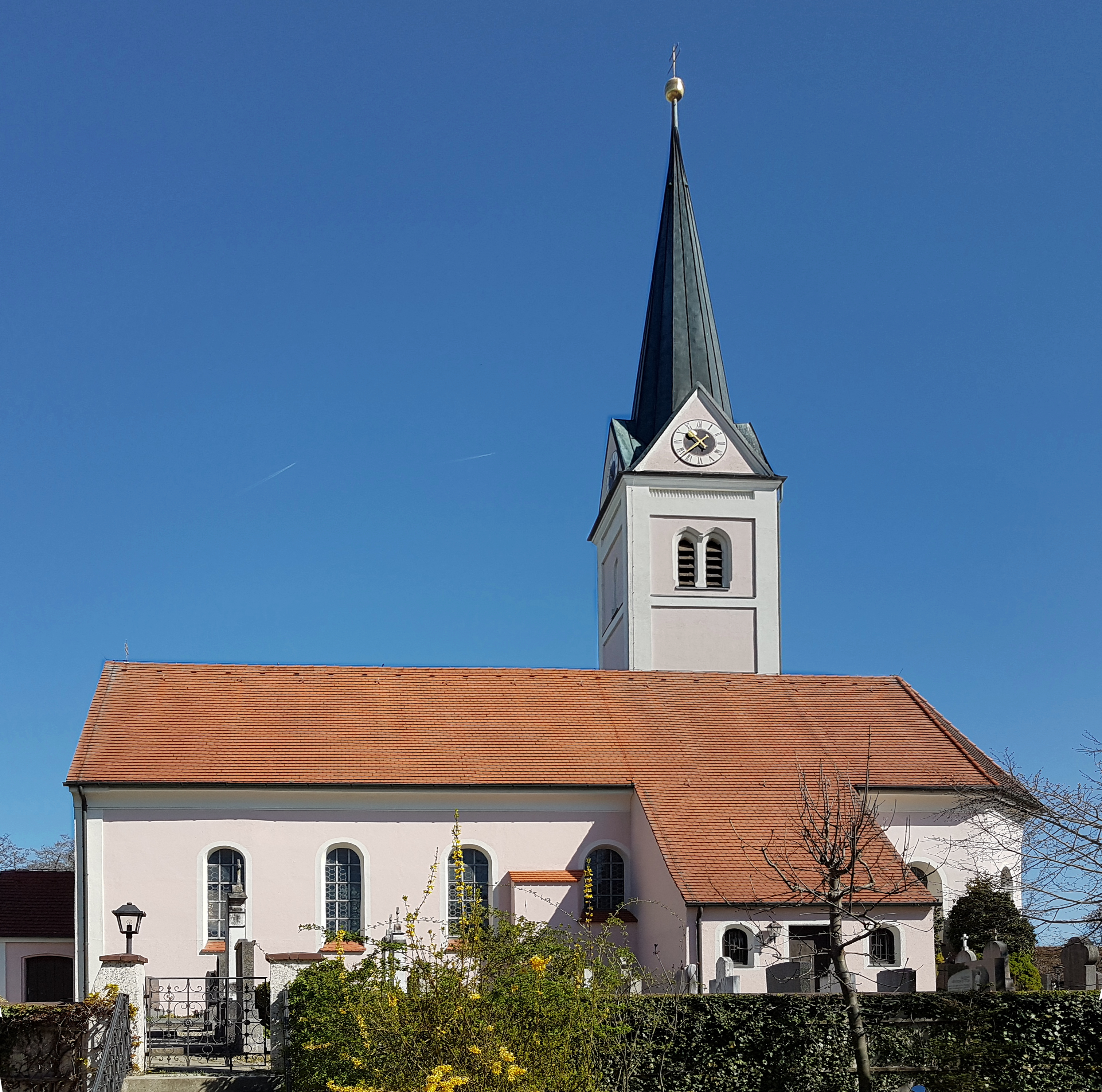
St. Korbinian in Westerholzhausen

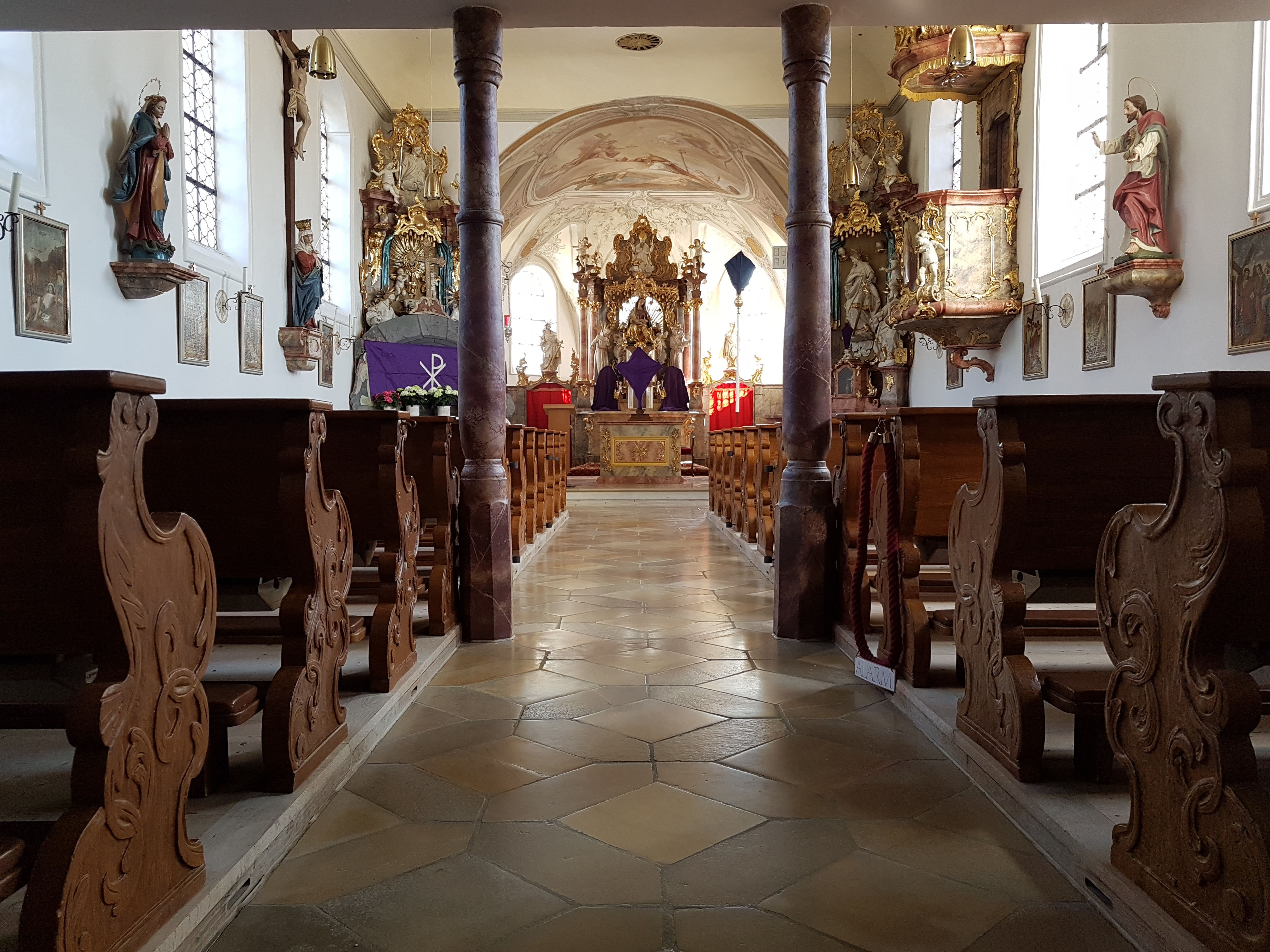
Innenraum

Die römisch-katholische Pfarrkirche St. Korbinian in Westerholzhausen, einem Gemeindeteil von Markt Indersdorf im oberbayerischen Landkreis Dachau, ist nach dem ersten Bischof von Freising benannt. Das Bauwerk ist in der Liste der Baudenkmäler in Markt Indersdorf unter der Nr. D-1-74-131-61 eingetragen. Die Kirche gehört zum Dekanat Dachau im Erzbistum München und Freising.

## Beschreibung
Die barocke Saalkirche entstand 1764 durch den Umbau eines spätgotischen Vorgängerbaus. Sie besteht aus dem 1707 errichteten Langhaus, dem eingezogenen, dreiseitig geschlossenen Chor im Osten und dem Chorflankenturm an der Nordwand des Chors, die beide im Kern spätgotisch sind. Die Sakristei steht an der Südwand des Chors. Das Langhaus wurde 1861 nach Westen verlängert und ein Vorbau vor der Fassade angefügt. Der 41 Meter hohe Turm wurde im späten 19. Jahrhundert um ein Geschoss aufgestockt. In ihm hängen vier Glocken mit den Schlagtönen as′, b′, c″ und g″. Die beiden älteren goss 1877 Franz Seraph Oberascher in Bad Reichenhall, die anderen lieferte Karl Czudnochowsky aus Erding 1948 und 1950. Zwischen den Giebeln, an denen die Zifferblätter der Turmuhr angebracht sind, erhebt sich ein spitzer Helm. 
Das Fresko von 1764 an der Decke im Innenraum des Chors wird Johann Georg Dieffenbrunner, die Abbilder an der Brüstung der Empore werden Josef Wittmann zugeschrieben.
Der aus dem Jahr 1706 stammende Hochaltar wurde 1764 im Stil des Rokoko umgestaltet. Sechs rötlich marmorierte Rundsäulen rahmen halbkreisförmig den Mittelteil des Altars und tragen das Gebälk mit dem Altarauszug. In dem Mittelteil steht unter einem vergoldeten Baldachin und vor einem Strahlenkranz die Statue einer thronenden Muttergottes mit Krone. Auf ihrem Schoß hält sie das Jesuskind, als wolle sie es dem Betrachter zeigen. Die gegen Ende des 15. Jahrhunderts aus Holz geschnitzte, farbig gefasste Figur ist 113 Zentimeter hoch. Im Altarauszug ist in einem volutenartigen, vergoldeten Rahmen in einem Halbrelief der Kirchenpatron St. Korbinian dargestellt. Auf seinem Schoß liegt der Bär, der der Legende nach auf Korbinans Reise nach Rom dessen Esel tötete und daraufhin das Gepäck des Reisenden tragen musste. Die Assistenzfiguren links und rechts an den Säulen neben der Muttergottesstatue sind seit 1764 der heilige Franziskus von Assisi und der heilige Antonius von Padua anstelle von kleineren Statuen des heiligen Bartholomäus und des heiligen Laurentius. Diese Figuren wie auch Korbinian im Altarauszug und die begleitenden Engel sind weiß gefasst mit Goldrändern. Der neubarocke hohe Tabernakel wurde 1883 eingebaut. Er ersetzte einen 1778 schwer beschädigten und notdürftig reparierten Vorgänger. Die Statuen auf den Opfergangsportalen links und rechts vom Altar stellen die Wetterheiligen Johannes und Paulus dar, zwei Brüder, die im 4. Jahrhundert unter Kaiser Julian wegen ihres christlichen Glaubens hingerichtet wurden.
Die Orgel auf der Empore wurde 1960 von der Orgelbau Sandtner als pneumatisches Kegelladen-Instrument mit einem Freipfeifenprospekt gebaut.